# دوروثي فان
دوروثي فـان (بالإنجليزية: Dorothy Van)‏ هي رسامة وكاتبة سيناريو وممثلة أمريكية، ولدت في 10 يناير 1928 في إلينوي في الولايات المتحدة، وتوفيت في 16 مايو 2002 في لوس أنجلوس في الولايات المتحدة بسبب مرض باركنسون.

## وصلات خارجية
- دوروثي فـان على موقع IMDb (الإنجليزية)
- دوروثي فـان على موقع قاعدة بيانات الفيلم (الإنجليزية)